# Mario Tobelem
Mario Tobelem ( Buenos Aires, Argentina, 12 de abril de 1949 – ibídem 30 de abril de 2018 ), cuyo nombre completo era Mario Alberto Tobelem, fue un escritor, licenciado en letras, publicista, guionista radial, autor teatral, crítico literario, humorista y creador de juegos de mesa y pasatiempos que actuó como primer coordinador del Grupo Grafein e inventor del método de las consignas, un colectivo de escritura para reflexionar y escribir que estuvo en actividad en su país en la década de 1970.

## Actividad profesional
Egresó en 1972 de la Facultad de Filosofía y Letras de la UBA como profesor en Letras y ocupó  cargos en la cátedra de Literatura Iberoamericana cuyo titular era Noé Jitrik. En 1974 un grupo de alumnos y miembros de dicha  cátedra organizó un colectivo de escritura para reflexionar y escribir que se reunía en el Instituto de Letras con la coordinación de Tobelem; más adelante el grupo se independizó, las reuniones se hacían en forma rotativa en casas particulares y la coordinación también se fue alternando. Este grupo, que adoptó en 1976 el nombre de Grafein -infinitivo del verbo escribir en griego γράφω: yo escribo-, se dispersó posteriormente pero dio origen a unos siete talleres, en 1981 las experiencias narradas por Maite Alvarado, María del Carmen Rodríguez y Tobelem fueron publicadas en España en el libro Teoría y práctica de un taller de escritura.
Tobelem trabajó redactor creativo en la agencias de publicidad Casares Grey, director creativo en Gowland-McCann Erickson, director general creativo en Bayón y en Bennett G2 (Grey) y, desde 1991, como director de su propia empresa, La Usina. En la Asociación Argentina de Publicidad dictó desde 1995 materias vinculadas a la creatividad y al entrenamiento Profesional, Pensamiento Creativo, Creatividad Publicitaria, Retórica y Práctica Profesional. En 2014 fue designado director académico de la institución.
Colaboró en las revistas Joker, de Editorial Abril y La Revista del Snark de su amigo Jaime Poniachik, fue uno de los creadores del juego Carrera De Mente, publicado por Ediciones de Mente y es el inventor de la mayoría de los juegos incluidos en su libro Nuevas formas de jugar y divertirse con naipes. Escribió la obra teatral Maní con chocolate que representó Ana María Bovo.

## Grupo Grafein
Dos ``talleristas" Silvia Adela Kohan y Ariel Lucas (1991)- definieron los ``talleres de escritura" como:

“un espacio para intentar infinitas variaciones, fusiones, negaciones, y digresiones…-Un lugar de juego: el trabajo incluye la diversión en este caso… palabras hiladas entre el deseo inicial y el punto final…Un territorio para la libertad: en un texto todo es posible… Un laboratorio: en el taller se investigan las condiciones de aparición de la escritura.” 

El lugar central  de la actividad del grupo era la invención y exploración lúdica para producir escritura -no literatura- a partir de consignas (palabra que por entonces no era común-  que los talleristas definieron como “fórmula breve que incita a escribir un texto” que en número de 80 incluyeron en el libro a modo de ejemplo, tales como "escribir un texto tachando partes del texto dado, sin agregar nada" o incluir en un texto, sin que suene forzada, una de las tres frases (de alrededor de 20 palabras) que se proporcionan". La consigna funcionaba como punto de partida y, al mismo tiempo, establecía una restricción, una valla, al texto.
La experiencia del Grafein ha sido mencionada en obras como el Manual de literatura infantil y educación literaria, y Teoría y práctica de un taller de poesía: la experiencia de la fragua.

## Obras
Entre otras obras escribió:
- Teoría y práctica de un taller de escritura. Editorial Santillana, Buenos Aires, 1994, isbn 950-46-0209-6
- Pequeña gran enciclopedia del humor absurdo. Ediciones de Mente, isbn 978-950-765-202-8[15]
- Nuevas formas de jugar y divertirse con naipes, Editorial Altalen, 1980, Madrid, isbn 84-7475-052-0

## Fallecimiento
En 2016 los médicos diagnosticaron que Tobelem padecía leucemia mieloide aguda, un tipo de cáncer producido en las células de la línea mieloide de los leucocitos, caracterizado por la rápida proliferación de células anormales que se acumulan en la médula ósea e interfieren en la producción de glóbulos rojos normales. En diciembre de 2016 le realizaron un trasplante de médula ósea que no dio resultado y en febrero de 2017 en que reinició el tratamiento con quimioterapia escribió un listado que tituló Propósitos: Relativos a mi enfermedad sobre las actitudes a adoptar y las acciones a ejecutar por él mismo a partir de entonces:
1. . Bancar. Soportar dolores, tratamientos, molestias, desazón. No quejarme.
2. . Ser yo. Actuar con naturalidad. Sin asignaturas pendientes. No dejar de hacer mis cosas. Mantener mis intereses habituales. Mis amigos y contactos. Hacer: el tesoro es cavar.
3. . Mi sentido del humor: Derivado del anterior. Me constituye. Si puedo, irme haciendo chistes.
4. . Dejar ordenado: Evitar sucesión y trámites enojosos a Lili y los chicos. El auto (¡hecho!). La oficina (¡casi!). La SRL (¡casi!). La casa. Otras propiedades. Los bancos (¡hecho!). El libro. Los papeles y documentos.
5. . No dejar mandatos: Son una carga. Confiar en que todos van a hacer lo mejor.

"Y si salgo adelante, cosa que no es imposible, no hacer una epopeya de lo que me pasó".
Mario Tobelem falleció en Buenos Aires, el 30 de abril de 2018.